# Majske Poljane
Majske Poljane is een plaats in de gemeente Glina in de Kroatische provincie Sisak-Moslavina. De plaats telt 325 inwoners (2001).